# Marie-Luise Jahn
Marie-Luise Jahn (28 de maio de 1918 — 22 de junho de 2010) foi médica e ativista política alemã, membro do movimento de resistência anti-nazi Rosa Branca.
Nasceu em Sandlack, Prússia Oriental (hoje Sędławki, Polônia), onde cresceu. De 1934 a 1937, frequentou a escola em Berlim e iniciou seus estudos em química na Universidade de Munique em 1940. Ali Jahn tornou-se amiga próxima de Hans Conrad Leipelt e membro do grupo de resistência Rosa Branca. Após Hans Scholl, Sophie Scholl e Christoph Probst terem sido presos, ela continuou a publicar os folhetos dos Scholl e arrecadou dinheiro para ajudar a viúva de Kurt Huber. Foi presa pela Gestapo em outubro de 1943 e condenada a 12 anos de prisão pelo Volksgerichtshof (Tribunal do Povo) em 1944.
Após sua libertação, estudou medicina na Universidade de Tübingen e trabalhou como médica em Bad Tölz. Em 1987, foi membro-fundador da Fundação Rosa Branca e permaneceu até 2002 como membro do conselho executivo.
Faleceu em 22 de junho de 2010, em Bad Tölz.